# Groot vedermos
Groot vedermos (Fissidens adianthoides) is een mossoort het geslacht vedermos (Fissidens). Het leeft op schors, steen en op de bodem. Het komt voornamelijk voor in de kustduinen en laagveengebieden. Het mos groeit in groene of donker- tot bruingroene zoden op neutrale vochtige humeuze grond, zoals in blauwgraslanden, vochtige duinvalleien, noordhellingen in de kustduinen, natte bossen en heel zelden in kalkgrasland. Het is een karakteristieke soort van trilvenen.

## Determinatie
Uiterlijke kenmerken
De planten hebben een tot 8 cm lange stengel met –met een bleke zoom– gezoomde bladen, waarvan de bladtop duidelijk en onregelmatig grof gezaagd is. Het vormt groene of donkergroene tot bruinachtige groene gazons. De tongvormige tot lancetvormige bladeren zijn versmald tot een scherpe punt. Richting de bladpunt zijn ze aan de randen onregelmatig gezaagd. Het bovenste bladbladdeel is doorgaans korter dan het omhulseldeel. De bladnerf eindigt meestal net voor de bladpunt.
Microscopische kenmerken
De enkellaagse laminacellen zijn enigszins ondoorzichtig, afgerond tot hoekig en ongeveer 12–20 µm groot. Aan de bladranden zijn de cellen in 2–4 rijen wat lichter en dikkerwandig. De sporen zijn bijna gladde tot fijne papillen en 14–24 µm groot. Sporofyten worden niet zelden gevormd, de rijpheid van de sporen is van de late herfst tot de lente.

## Ecologie
Groot vedermos groeit op natte, basische, vaak kalkhoudende tot lichtzure, lichte tot gedeeltelijk beschaduwde locaties: moerassen, vennen, natte weilanden, sloten, brongangen, watervallen, oevers van watermassa's.

## Verspreiding
Het komt voor in Europa, Azië, Noord-Afrika, de Azoren, Canarische Eilanden en Madeira, in Noord- en Zuid-Amerika, Australië en Nieuw-Zeeland. In Midden-Europa is het wijdverspreid van de laaglanden tot soms subalpiene niveau. In Nederland komt de soort vrij zeldzaam voor. Het staat op de Nederlandse Rode Lijst in de categorie kwetsbaar.

## Fotogalerij

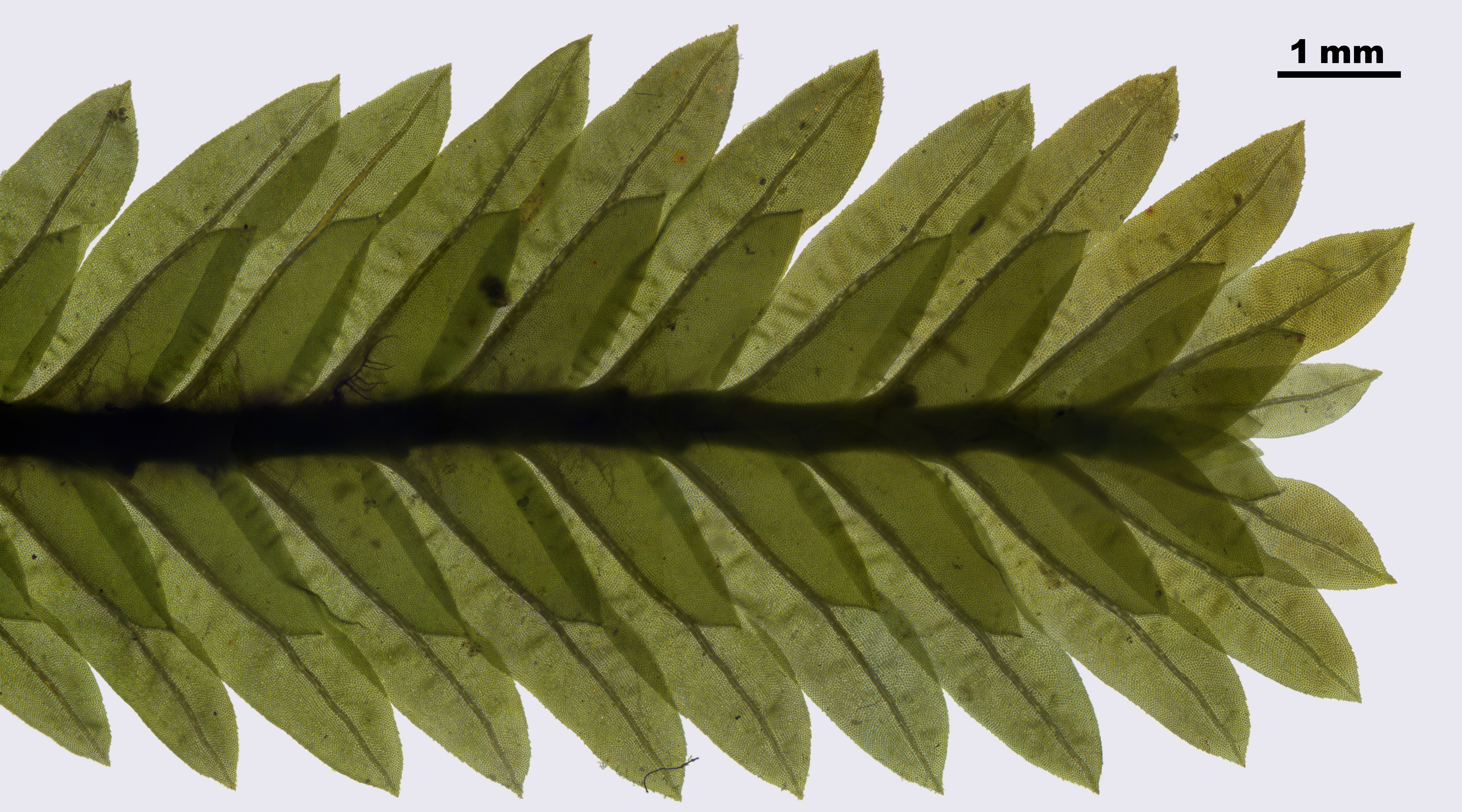
Bladeren
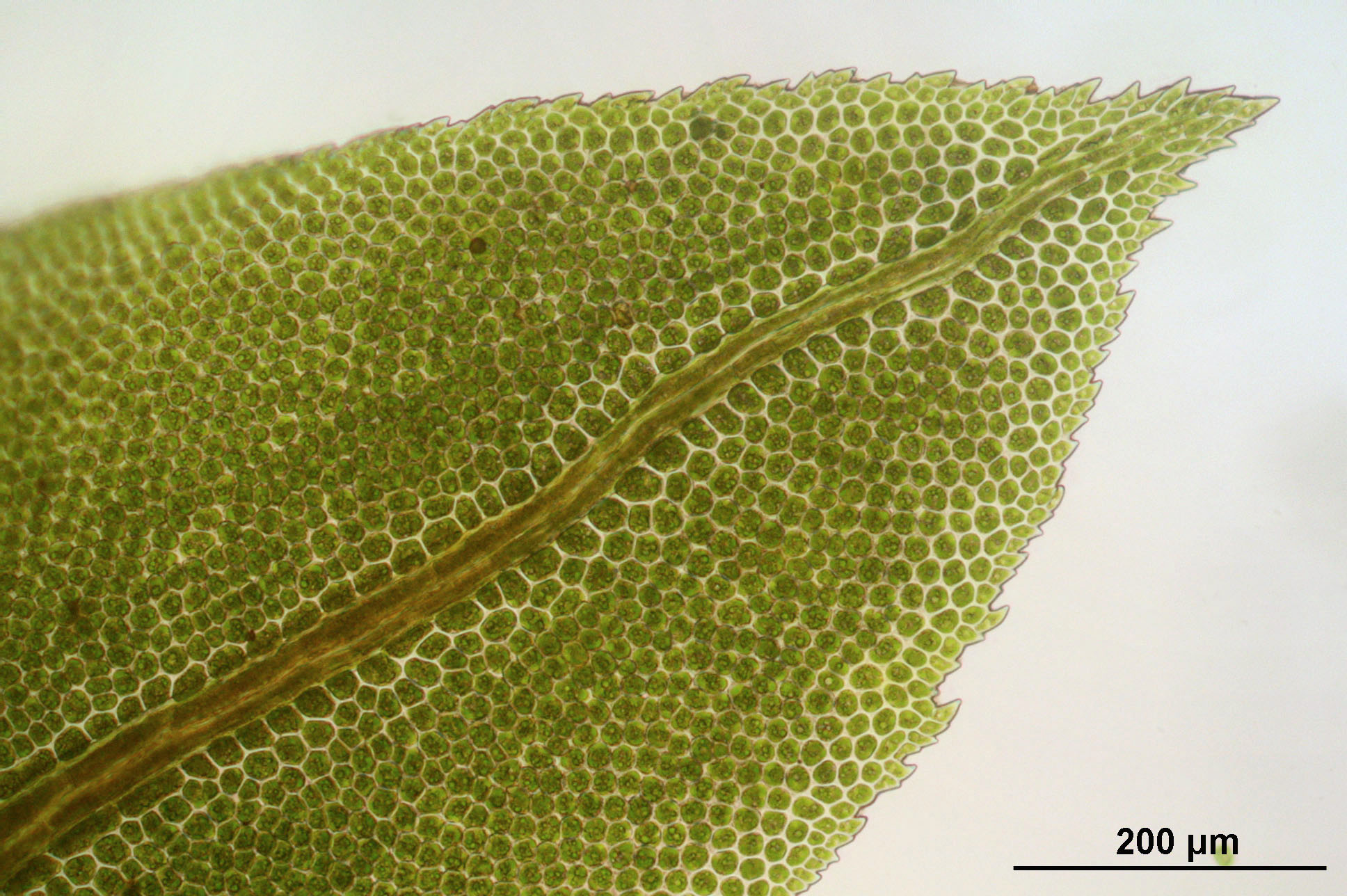
Bladtop
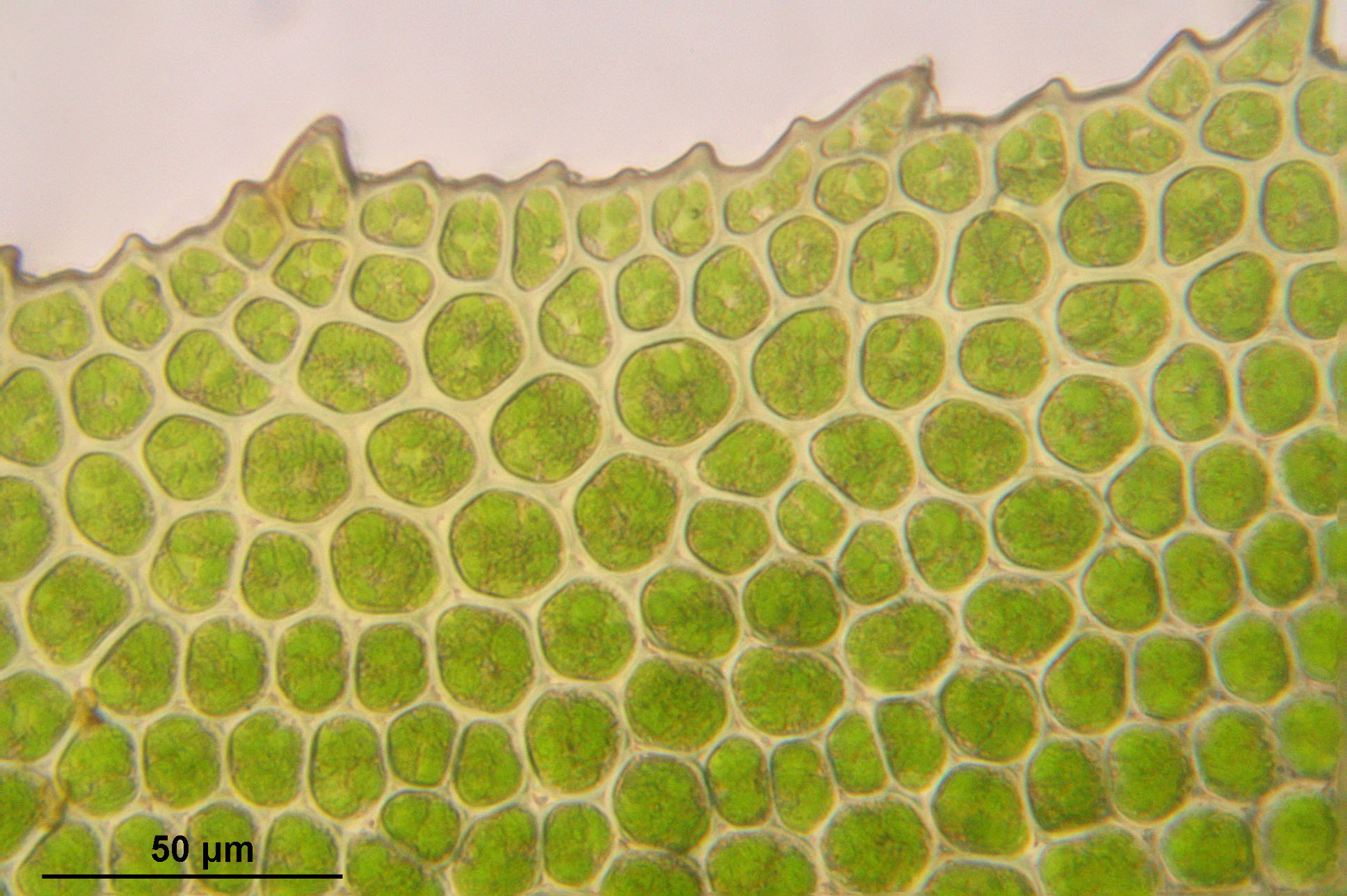
Laminacellen
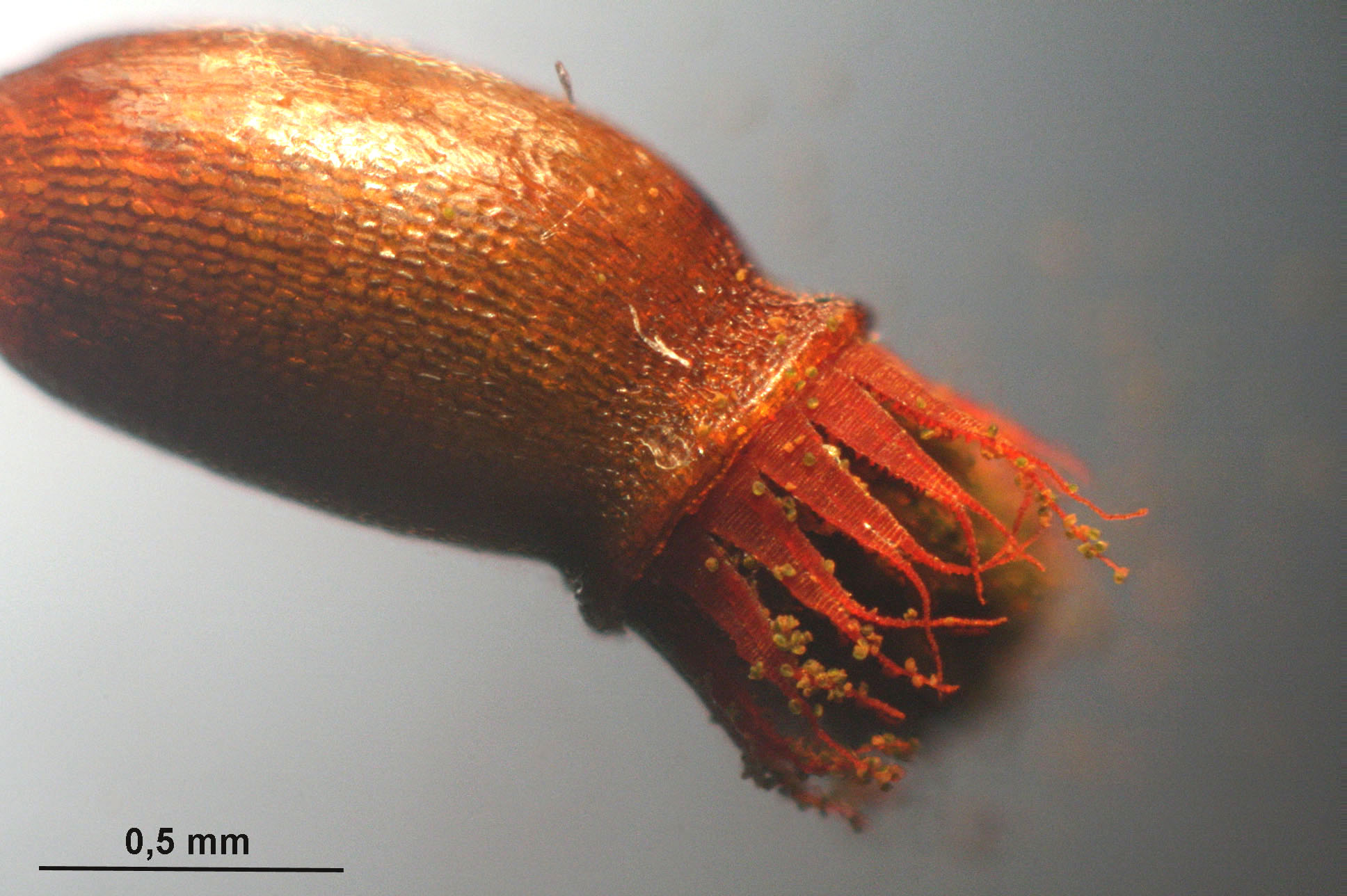
Sporenkapsel met sporen
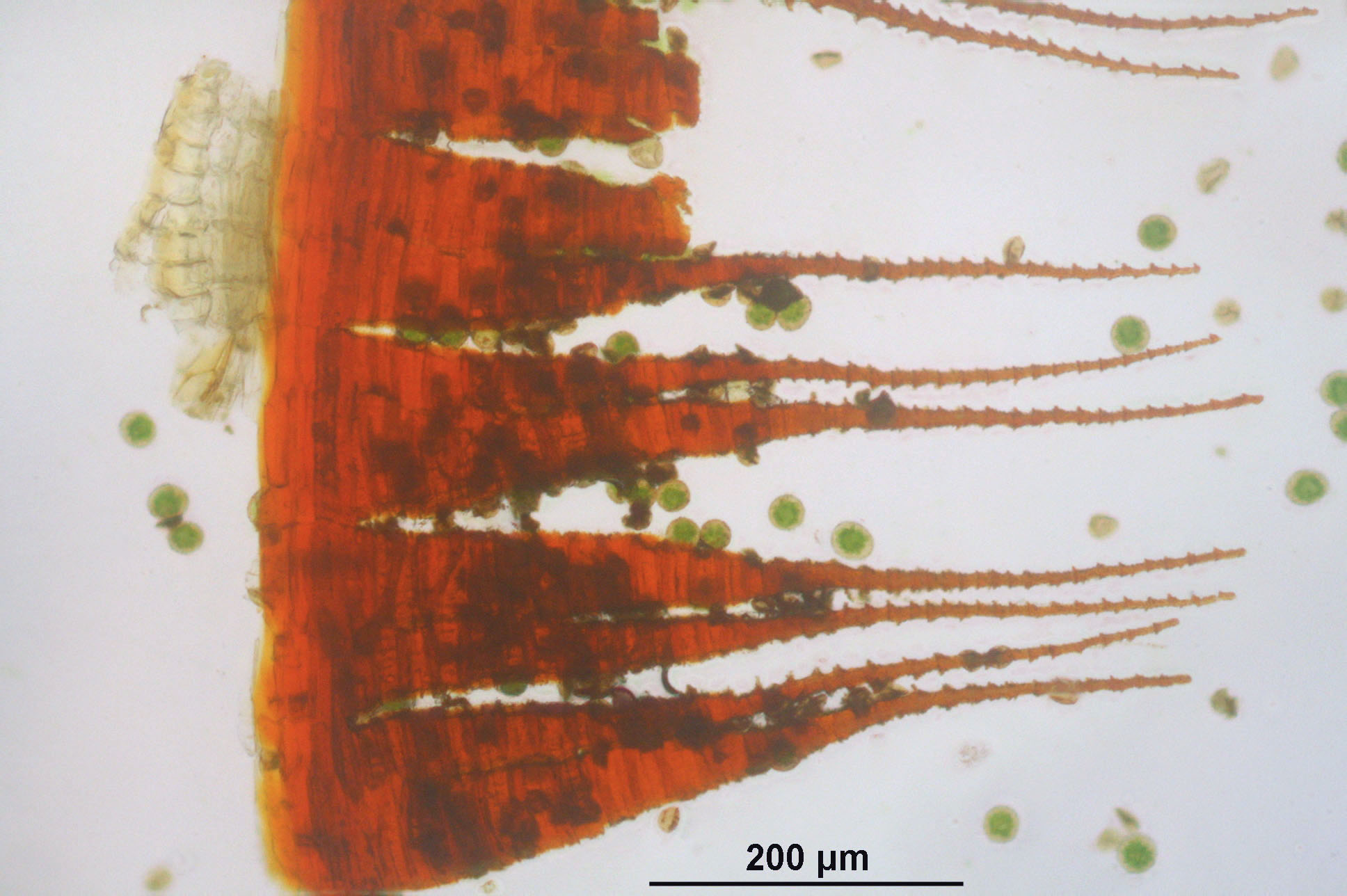
Peristoomtanden
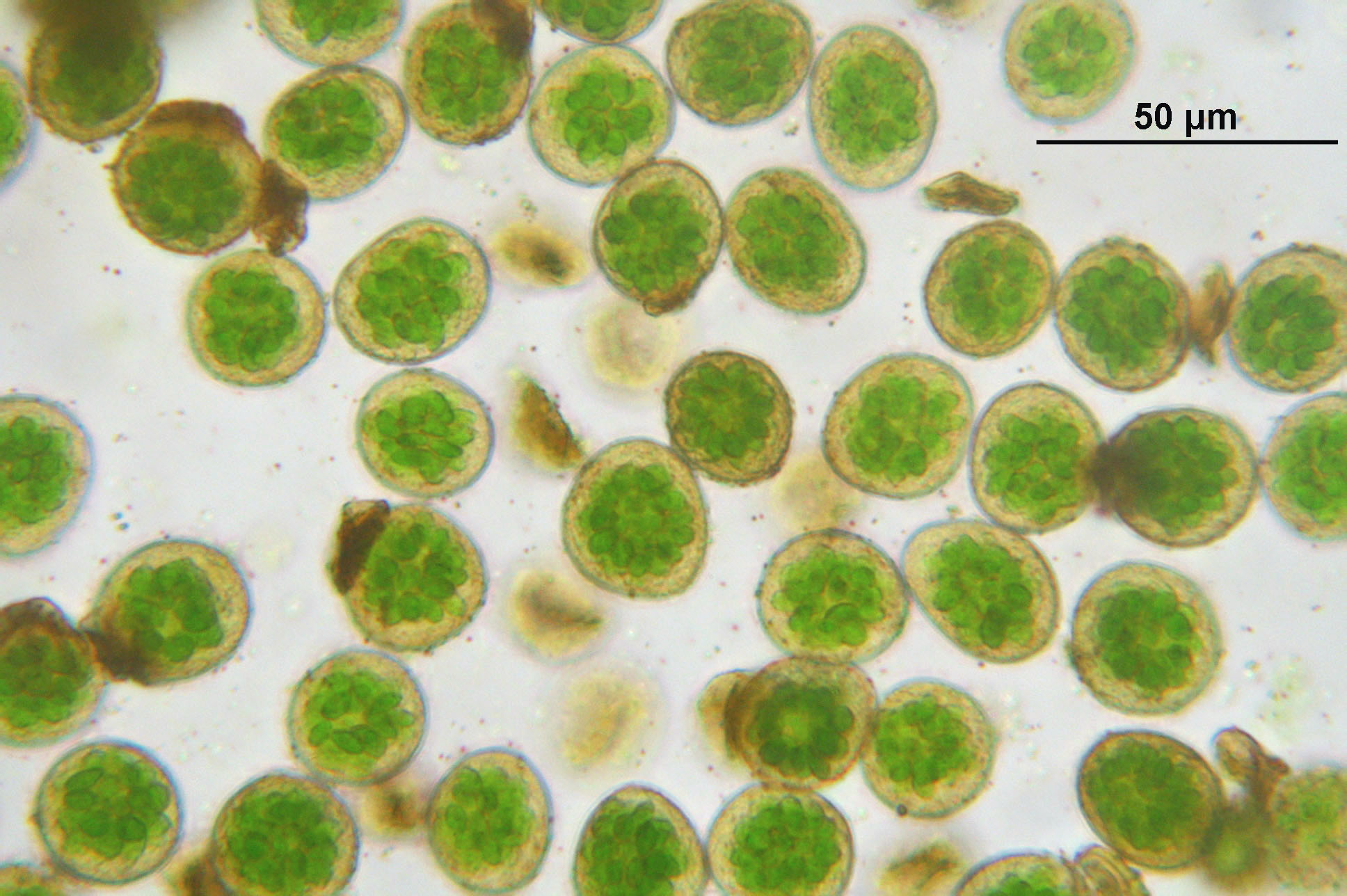
Sporen